# Mare Undarum
Das Mare Undarum (lateinisch „Wellenmeer“) ist ein Mondmeer nördlich des Mare Spumans mit den selenographischen Koordinaten 7° N 69° O und einem mittleren Durchmesser von 245 km.